# Únorová stávka

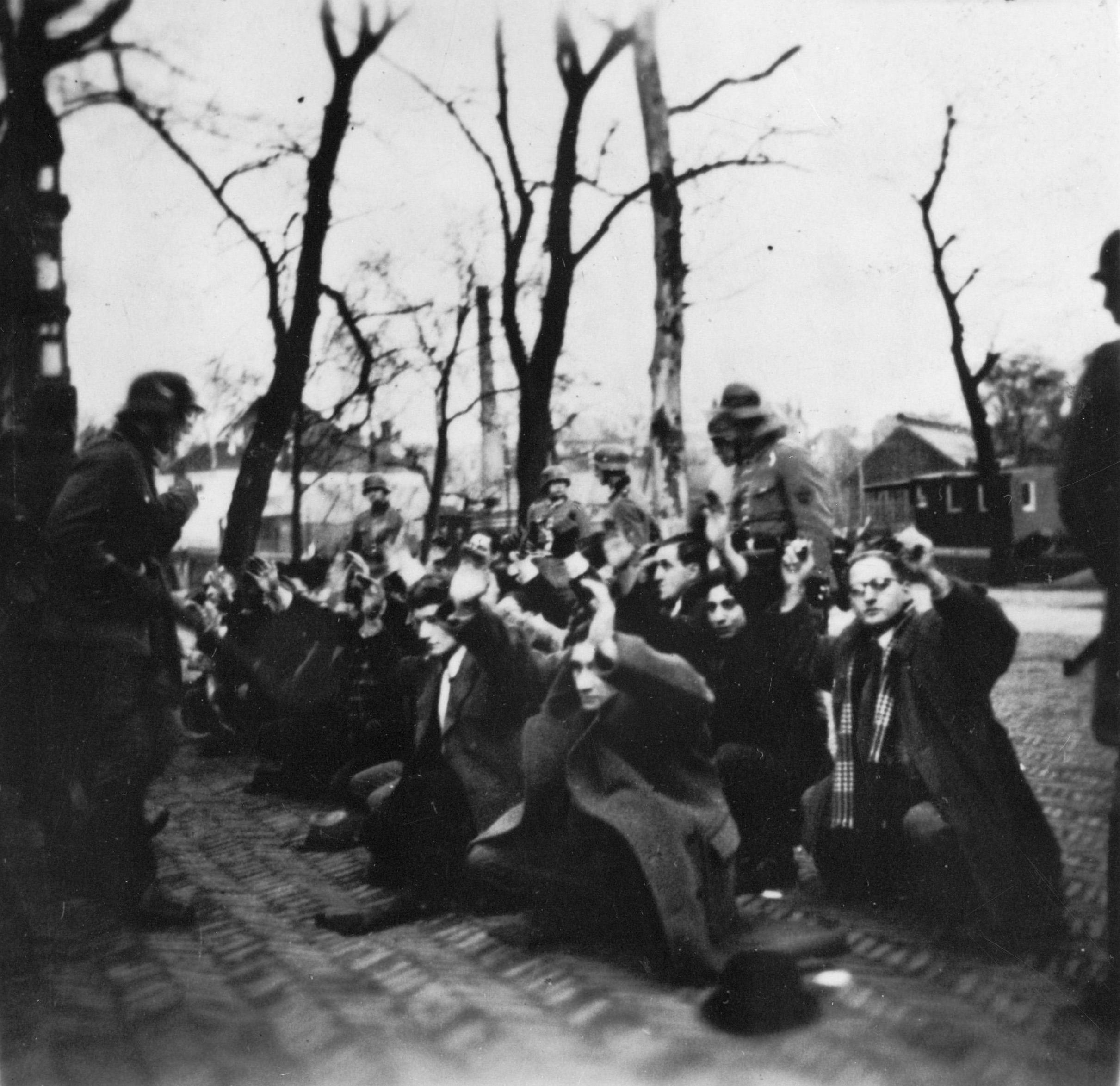
Zatýkání amsterdamských Židů nacisty (únor 1941, náměstí Jonas Daniël Meijerplein)

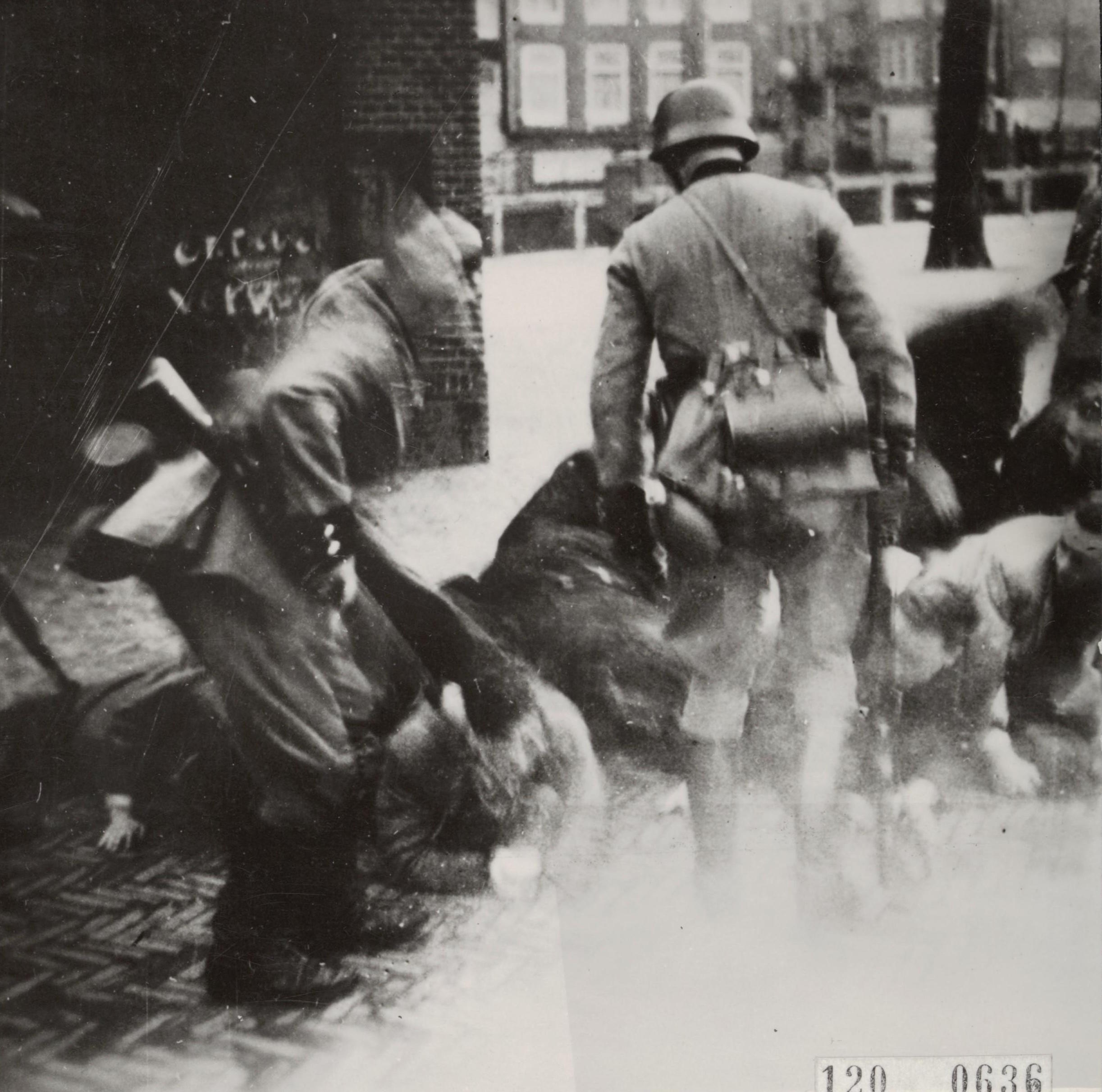
Němečtí vojáci během razie (náměstí Jonas Daniël Meijerplein)

Únorová stávka (nizozemsky Februaristaking) byla generální stávka v nacisty okupovaném Nizozemsku, kterou organizovala tehdy nelegální Komunistická strana Nizozemska na obranu pronásledovaných nizozemských Židů a jako vyjádření nesouhlasu s protižidovskými opatřeními a činností nacistů obecně.
Stávka propukla v reakci na zatýkání a pogromy, které Němci zorganizovali v židovské čtvrti v Amsterdamu. Začala 25. února 1941 a trvala dva dny; 26. února se do stávky zapojilo 300 000 lidí. Stávka byla po třech dnech Němci tvrdě potlačena.
Šlo o jediný masový protest proti deportacím Židů, který organizovali nežidé. Únorová stávka je také někdy nesprávně považována za první veřejný protest proti nacistům v Němci okupované Evropě (první veřejný protest proběhl 28. října 1939 v Praze).

## Pozadí
V květnu 1940 se Nizozemsko vzdalo nacistickému Německu a první protižidovská opatření vešla v platnost v červnu 1940. V listopadu 1940 byli Židé odstraněni z veřejných funkcí, včetně univerzit, což vedlo k studentským protestům v Leidenu a jiných městech. Současně došlo k rostoucímu pocitu neklidu mezi amsterdamskými dělníky, zejména pracovníky v loděnicích Amsterdam-Noord, kterým bylo vyhrožováno posláním na nucené práce do Německa.

## Příčina
Vzhledem k růstu napětí se nizozemská pronacistická strana NSB a její polovojenské křídlo WA (Weerbaarheidsafdeling – obranná sekce) podílely na sérii provokací v židovských čtvrtích v Amsterdamu. To nakonec vedlo k řadě pouličních bitek mezi WA a židovskými skupinami sebeobrany a jejich příznivci. Při jedné z nich, 11. února 1941 na náměstí Waterlooplein, byl vážně zraněn člen WA Hendrik Koot, který na následky zranění 14. února zemřel.
V reakci na to 12. února němečtí vojáci za pomoci nizozemské policie obklíčili starou židovskou čtvrť a oddělili ji od zbytku města ostnatým drátem, zvedli mosty a zavedli policejní kontrolní stanoviště. Nežidům byl vstup zakázán.
19. února německá Grüne Polizei vtrhla do zmrzlinového salónu Koco v ulici Van Woustraat. V následném boji bylo několik policistů zraněno. Probíhaly i další potyčky. Pomsta za tyto události přišla o víkendu ve dnech 22. a 23. února, kdy Němci uskutečnili rozsáhlý pogrom. 425 židovských mužů ve věku 20–35 let bylo vzato jako rukojmí, uvězněno v Kamp Schoorl a nakonec posláno do koncentračních táborů Buchenwald a Mauthausen, kde většina z nich během prvního roku zemřela. Ze všech 425 mužů válku přežili pouze dva.

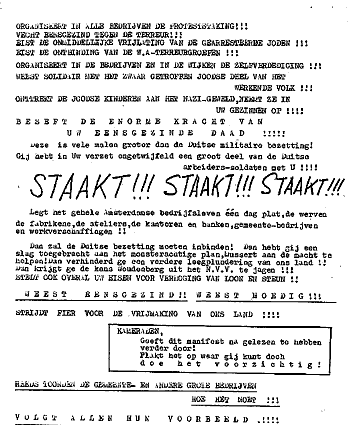
Leták oznamující stávku

## Stávka
Po tomto pogromu se 24. února na náměstí Noordermarkt konala organizační schůzka k uspořádání stávky na protest proti pogromu a nucené práci v Německu. Příští ráno se po celém městě objevily letáky volající ke stávce, tištěné a šířené Němci zakázanou Komunistickou stranou Nizozemska. Prvními stávkujícími byli řidiči tramvají, následovaní dalšími pracovníky městských služeb, přidaly se také firmy jako De Bijenkorf a školy. Nakonec se do stávky zapojilo 300 000 lidí. Většina města se úplně zastavila, což bylo pro Němce nečekané. Ačkoli k potlačení stávky Němci okamžitě učinili různá opatření, stávka se stále spontánně rozrůstala, jelikož jiní dělníci následovali příklad řidičů tramvají. Přidaly se oblasti jako Zaanstad, Kennemerland (na západě), Bussum, Hilversum a Utrecht (na východě a jihu).
Stávka netrvala dlouho. Do 27. února byla většina projevů stávky potlačena německou policií. 9 stávkujících bylo zabito, desítky vážně zraněny a mnoho lidí uvězněno. Několik organizátorů stávky bylo bezprostředně po stávce zatčeno a posléze zastřeleno.
Ačkoli byla stávka v konečném důsledku neúspěšná, zůstává významnou tím, že šlo o první a jedinou přímou akci proti nacistickému zacházení se Židy v Evropě.

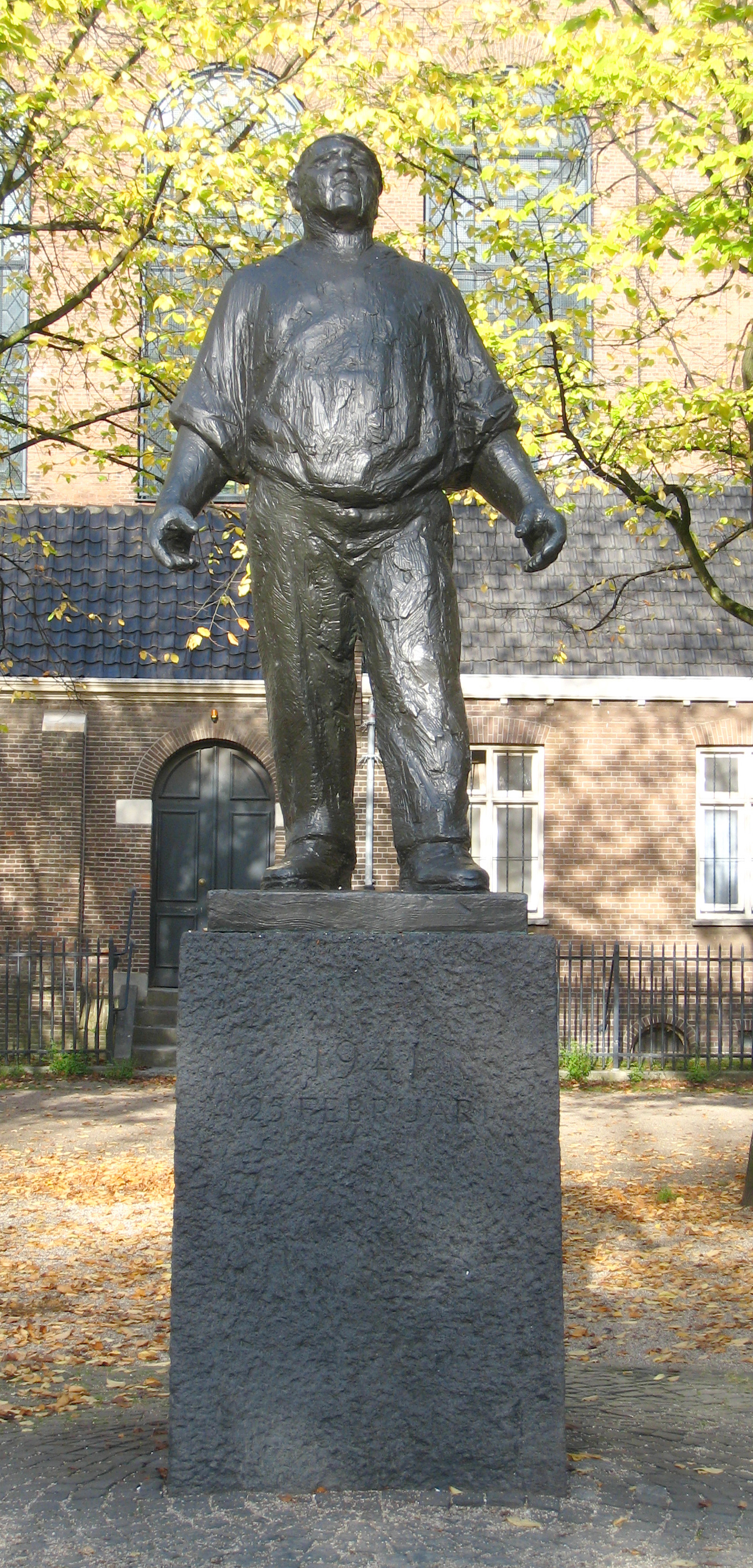
De Dokwerker (Dokař), památník stávky na náměstí Jonas Daniël Meijerplein v Amsterdamu

## Připomínání
Stávka se připomíná každý rok 25. února u památníku stávky, sochy dokaře, vztyčené v roce 1951 a odhalené v prosinci 1952. Socha byla vyrobena nizozemským sochařem Mari Andriessenem. Vzpomínkové akce se účastní všechny politické strany, jakož i orgány městské veřejné dopravy a spolky přeživších holokaustu.
25. února 2016, při 75. výročí stávky, se v Amsterdamu symbolicky na minutu zastavila tramvajová doprava, protože právě od řidičů tramvají se stávka šířila městem.

## Podobné stávky
Dalšími stávkami za války byly v Nizozemsku studentské stávky v listopadu 1941 a poté velké stávky v dubnu a květnu v roce 1943, které zahájily období skrytého ozbrojeného odporu v celostátním měřítku.
Ve zbytku nacisty okupované Evropy stávkovali ještě Řekové v dubnu 1942, Dánové od léta roku 1943, Lucemburčané v srpnu 1942, Belgičané v květnu 1941, Norové v září 1941 a severofrancouzští horníci v květnu a červnu 1941. Nizozemská únorová stávka z roku 1941 tak byla první, navíc jediná zaměřená proti perzekuci Židů.